# 桑喬·加爾塞斯

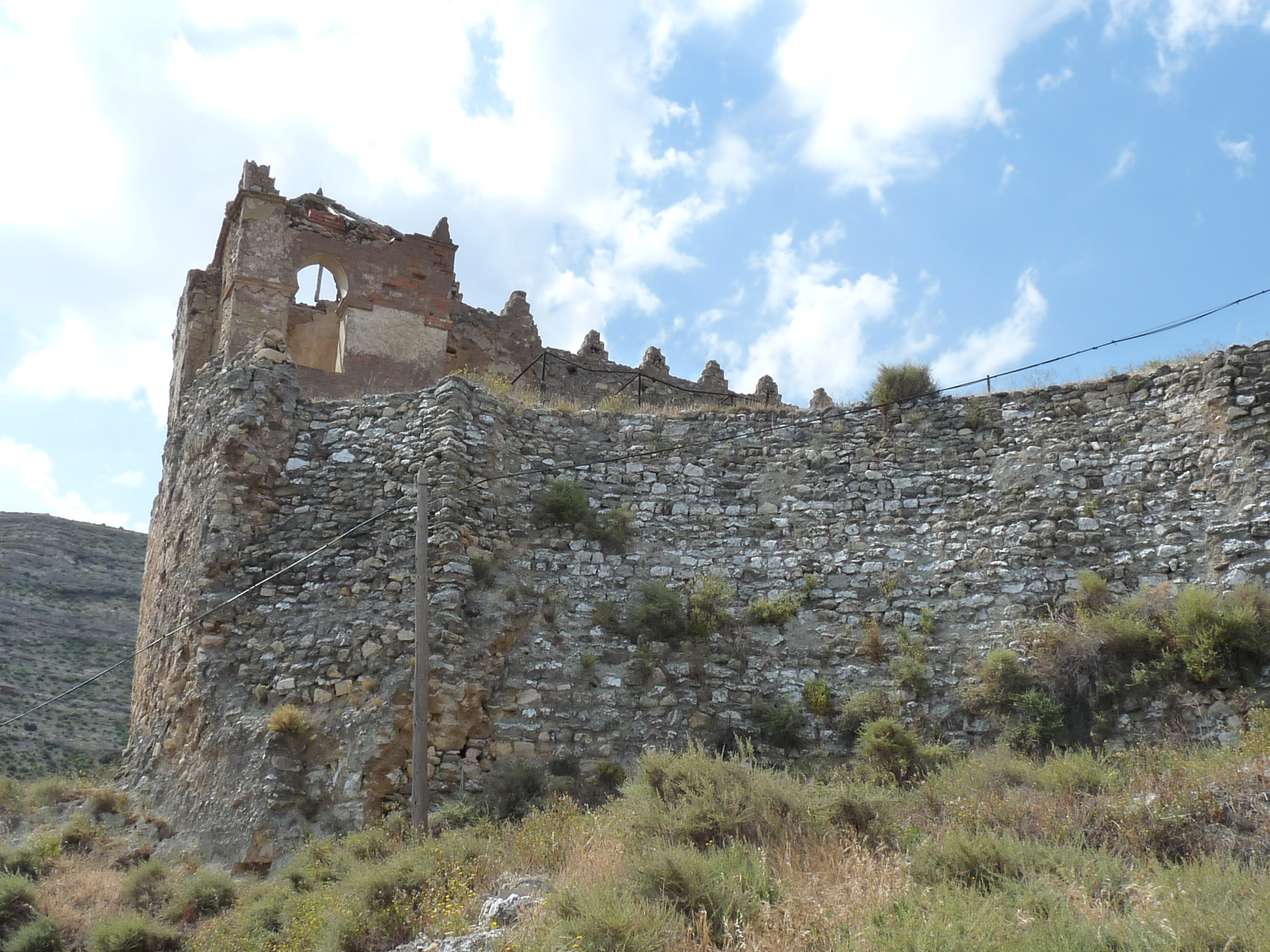
哈隆街的城墙和城堡，桑喬·加爾塞斯和许多贵族在此丧生。

桑喬·加爾塞斯（西班牙語：Sancho Garcés，約1038年—1083年1月6日），溫卡斯蒂略領主，潘普洛納國王加西亞·桑切斯三世的私生子。

## 家庭
1057年，桑喬·加爾塞斯與一位名為康斯坦莎（Constanza）的女子結婚，兩人共有1子1女：
- 拉米羅·桑切斯，加西亞·拉米雷斯的父親
- 伊斯特法妮亞·桑切斯